# Park Keum Chul
Park Keum Chul (* ?, † 1967 (?)) war in den 1960er Jahren einer der einflussreichsten Politiker Nordkoreas und der zweitmächtigste Funktionär (nach Kim Il Sung) der dortigen Regierungspartei (Koreanische Arbeiterpartei).

## Leben
1967 wurden er und andere hochrangige Funktionäre, die Kim als Hindernis auf seinem Weg zur Alleinherrschaft ansah, von letzterem angeklagt, gegen die Parteiinteressen zu handeln. Park war Mitglied der sogenannten Kapsan faction, einer Gruppierung innerhalb der Regierungspartei. Letztendlich obsiegte Kim und führte eine umfangreiche politische Säuberungsaktion durch, mit deren Hilfe er seine Position festigte. Park verschwand 1967, Kim wendete sich anschließend von der Volksrepublik China ab und hin zur Sowjetunion (siehe auch Chinesisch-sowjetisches Zerwürfnis).